# Vanko szoba

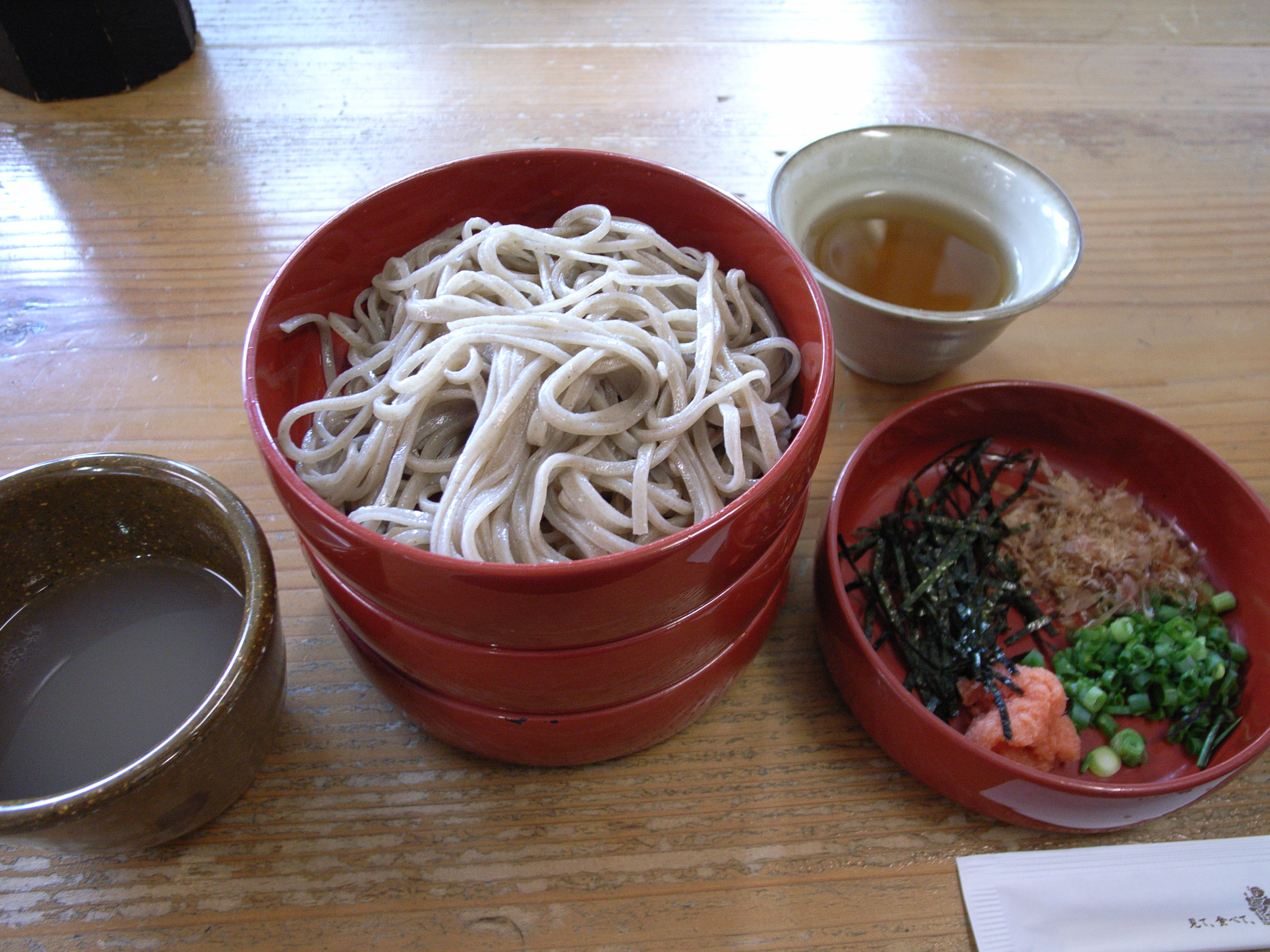

A vanko szoba (わんこそば) japán tésztaétel, amely az Ivate prefektúrából ered, azon belül is Morioka és Hanamaki vidékéről. Gyakorlatilag egy közönséges, kis méretű tálban felszolgált tészta.

## Eredete és története
A „vanko” név valószínűleg a „tál” helyi dialektusban ejtett változatából ered - a tálon belül is a klasszikus japán levesescsészét jelenti. A szoba egyszerű hajdinatészta, amit vékony nyers tonhalszeletek, vagy darabokra tépdesett tyúkhús kísérőjeként szolgálnak fel.
Az étel eredetét tekintve többféle álláspont létezik. Az egyik anekdota szerint egy földesúr fesztivált rendezett a saját birtokán, ahol rengeteg vendég jelent meg. A tésztafogyasztó sokaság miatt a csészék mérete összement, hogy elegendő legyen mindenki számára. A másik történet szerint Tosinaó Nanbu hadúr egy hanamaki házban szállt meg egy este, ahol vacsorát kért. Itt a házigazda egy kis csészében szolgálta fel neki a környéken közismert tésztát, közben pedig rettegett attól, hogy ilyen kis méretű és jellegtelen vacsorája nem nyeri el az uraság tetszését. Tosinaó Nanbunak azonban tetszett a fogás, és még többet kért. Sokan innen eredeztetik a hagyományt, amely ehhez az ételhez kapcsolódik: hatalmas mennyiségű tésztát etetnek meg a vendéggel, akinek udvariatlanság visszautasítania azt.
A vanko szoba a második világháború után lett igazán népszerű. 1957 decemberében rendezték meg először Hanamaikban az első vanko szoba-evő versenyt, amely aztán helyi hagyománnyá vált. A Lonely Planet-útikönyv tanúsága szerint Moriokában 500 tállal tartják a rekordot.